# Conotrachelus setiferous
Conotrachelus setiferous – gatunek chrząszcza z rodziny ryjkowcowatych.

## Zasięg występowania
Występuje w USA, w stanie Arizona.

## Budowa ciała
Ubarwienie pokryw pstrokate, jasnobrązowe z czarnymi i białymi plamami. Przedplecze czarne.